# U.S. Agency for Global Media
L’U.S Agency for Global Media, anciennement connue sous le nom de Broadcasting Board of Governors est l’agence indépendante du gouvernement des États-Unis chargé du contrôle des radios et télévisions internationales financées par le gouvernement américain. Le bureau est choisi pour huit de ses membres par le président des États-Unis et le neuvième par le secrétaire d'État. 
Elle est créée à la suite du International Broadcasting Act (en), voté en 1994, sous le gouvernement de Bill Clinton et dépendant de 1994 à 1999, de l'agence United States Information Agency, puis par le United States International Television Service.  
Le BBG supervise les médias radios et télévisions suivants :
- Voice of America,
- Al-Hurra,
- Radio Sawa,
- Radio Farda,
- Radio Free Europe/Radio Liberty,
- Radio Free Asia,
- Radio y Televisión Martí (à destination de la population cubaine).

Son budget pour l'année fiscale 2010 est de 745,5 millions de dollars américains.
En 2018, le BBG a été renommé U.S. Agency for Global Media (USAGM).
En mars 2025, un décret signé par le président Donald Trump demande la réduction des effectifs de 7 agences fédérales, dont l'U.S. Agency for Global Media dont le budget est gelé avec pour objectif son arrêt total.